# پروتیونامید
پروتیونامید (به انگلیسی: Protionamide)
رده درمانی: داروهای آنتی بیوتیک
اشکال دارویی: قرص

## موارد مصرف
پروتیونامید برای درمان سل (به خصوص انواع مقاوم به درمان MDR) و جذام مورد استفاده قرار می‌گیرد.

## مکانیسم اثر
دارای اثر مهاری بر سنتز پروتئینها در مایکوباکتریوم اثرات باکتریواستاتیک یا باکتریسید دارد .

## عوارض جانبی
دستگاه عصبی: افسردگی ، توهم، سرگیجه، تاری‌دید، پارستزی، ترمور و نوروپاتی محیطی.
گوارشی: بی اشتهائی، تهوع، استفراغ، اسهال، گاستریت، طعم فلزی، به ندرت کاهش وزن، هپاتیت و یرقان.
پوستی: بثورات پوستی، آکنه، حساسیت به نور.
غیره: ترومبوسیتوپنی، هیپوگلیسمی، گواتر، ژنیکوماستی، ناتوانی جنسی.